# Shullsburg (condado de Lafayette, Wisconsin)
Shullsburg es un pueblo ubicado en el condado de Lafayette en el estado estadounidense de Wisconsin. En el Censo de 2010 tenía una población de 354 habitantes y una densidad poblacional de 3,91 personas por km².

## Geografía
Shullsburg se encuentra ubicado en las coordenadas 42°34′52″N 90°13′14″O / 42.58111, -90.22056. Según la Oficina del Censo de los Estados Unidos, Shullsburg tiene una superficie total de 90.57 km², de la cual 90.57 km² corresponden a tierra firme y (0%) 0 km² es agua.

## Demografía
Según el censo de 2010, había 354 personas residiendo en Shullsburg. La densidad de población era de 3,91 hab./km². De los 354 habitantes, Shullsburg estaba compuesto por el 96.05% blancos, el 0.56% eran afroamericanos, el 0% eran amerindios, el 2.54% eran asiáticos, el 0% eran isleños del Pacífico, el 0.85% eran de otras razas y el 0% pertenecían a dos o más razas. Del total de la población el 0.85% eran hispanos o latinos de cualquier raza.